# Julie Zenatti
Julie Zenatti (Párizs, 1981. február 5.) francia énekesnő.

## Pályafutása
Az 1981-es születésű Julie Zenatti már gyerekkora óta a zene megszállottja. Nagyon fiatalon szerepelt már színpadon, pontosabban 11 évesen egy év végi felső tagozatos darabban, ahol Édith Piaf Milordját énekelte. 13 évesen, abban a szerencsében lehetett része, hogy elutazzon Londonba, és stúdióban felvegye Lenny Kravitz egy számát, azonban ez a dal sosem jelent meg forgalomban. Még 16 éves sem volt, amikor szerepelt a Francofolies de La Rochelle-ben. Luc Plamondon felajánlotta neki Fleur-de-Lys szerepét az ő és Richard Cocciante Notre Dame de Paris című musicalében. Julie így tehát Patrick Fiori, Hélène Ségara és Garou oldalán játszhatott. Ez a musical fenomenális siker lett Franciaországban és ez megalapozta Julie sikerét is.
2000-ben megjelentette az első albumát, a Fragile-t (Törékeny), amelynek első maxija a Si je m'en sors (Ha sikerül) hatalmas siker lett és 130 000 példányban fogyott, így pedig ezüst lemez lett. Az album 145 000 példányban kelt el Franciaországban, ami már aranylemezt ért. A fiatal énekesnő eközben turnéra indult, ami szintén hatalmas elismerést hozott neki. A sikereknek további folytatása lett, a Why (Miért?) és a Le couloir de la vie (Az élet folyosója) című maxikkal és videóklipekkel.
Két évvel később, 2002-ben jelent meg a Dans les yeux d'un autre (Mások szemében), a második nagylemeze. Az első kislemez, a La vie fait ce qu'elle veut (Az élet azt tesz, amit akar) sikert sikerre halmozott. A többi dalból nem készült kislemez, vagy klip, bár olyan nagyszerű balladák találhatóak az albumon, mint Dans le yeux d'un autre. Ez az album szintén aranylemez lett, 140 000 eladott példánnyal. Julie második koncert turnéra indult, ennek nyitása a párizsi Palais des Sports–ban történt 2004 februárjában. A Dans les yeux d’un autre című album felvételei Budapesten, a Magyar Rádió épületében, a Budapesti Szimfonikusok közreműködésével készültek.
2004-ben megjelentette 3. lemezét is, a Comme vous-t (Mint ti), bár ez stílusában már jóval eltérőbb volt az előző kettőnél. Itt már a jóval rockosabb, poposabb hangzás dominált. A Je voudrais que tu me consoles (Szeretném, ha megvigasztalnál) című maxi jó reklámja volt a CD-nek, hetekig vezette a slágerlistákat. Klip készült a Couvre-moi-ból (Takarj be) és a A quoi ça sert-ből (Mit ér), és a Le sort du Monde (A világ sorsa) kislemezként jelent meg. Ez az album meghozta a 3. aranyalbum minősítést Julie-nek.
2007 nyarán, az énekesnő új lemezzel tért vissza, a La Boîte de Pandora-val, amit a (Tango) Princesse című kislemez harangozott be – sikerrel, ugyanis kb. 40 000 példányban fogyott. Ezt sajnos nem mondhatjuk el a nagylemezről, ugyanis csak a 15. volt a Toplistán július elején. A folyamatos reklám ellenére sem tudott jobb helyre kerülni, bár az album sokkal dinamikusabb és eredetibb, mint az előzőek. 2007 végén megjelent az új kislemez, a Douce ami kicsivel kevesebb példányban fogyott (35 000 2008 április végéig). Márciustól egy új turné kezdődött, Franciaország több városában is fellépett az aranytorkú énekesnő, így a párizsi Olympiában, március 25-én is hatalmas sikert aratott.
A turné második része 2008 őszén kezdődik, új dátumokkal, az viszont már ismert, hogy Julie a párizsi La Cigale-ban kezdi az újabb koncertsorozatot.

## Albumok
- 2007 La boîte de Pandore

1. La Boîte de Pandore (Pandora's Box)
2. Douce (Sweet)
3. Les cartons
4. (Tango) Princesse
5. Interlude: Je voudrais une chanson (I want a song)
6. Si Le temps me permettait (If I Had The Time)
7. Jean Mineur
8. Se souvenir (Remembering)
9. Julie ose (Julie Dares)
10. J'ai croisé le Diable (I Met The Devil)
11. Interlude: Je voudrais une chanson
12. Fais-moi confiance (Trust Me)
13. Amnésie (Amnesia)
14. Le chemin de l'école (The Way to School)
15. Interlude: Je voudrais une chanson
16. Face cachée (Hidden Side)
17. Belle la vie (Beautiful Life)

- 2004 Comme vous...

1. Je voudrais que tu me consoles (I'd Like You to Console Me)
2. L'âge que j'ai (My Age)
3. Le sort du monde (The Fate of the World)
4. À quoi ça sert? (What Difference Does It Make?)
5. Couvre-moi (Cover Me)
6. On efface (One Erases)
7. Dans ces villes (In Those Towns)
8. Rendez-moi le silence (Give Me Back the Silence)
9. L'amour s'en fout (Love Doesn't Care)
10. Prends soin de moi (Take Care of Me)
11. Lis dans mes pensées (Read My Mind)
12. Des nouvelles (News)
13. Comme vous (Like You)
14. Mon amour (My Love)
15. L'amour suffit (14 bis)

- 2002 Dans les yeux d'un autre

1. La vie fait ce qu'elle veut
2. Ma vie et la tienne
3. J'en doute
4. Si bas
5. Inconsolable
6. Dans les yeux d'un autre
7. C'est du vent
8. Je glisse
9. Des lunes
10. Une femme qui sommeille
11. Mon voisin
12. T'emmener en amour
13. C'est moi qui sonne
14. Ensemble
15. Le goût des pommes (14 bis)

- 2000 Fragile

1. Why
2. Si je m'en sors
3. Tout s'en va
4. La vérité m'attire
5. Ce qu'il me reste de toi
6. Eldorado
7. Pour y croire encore
8. Entre nous
9. Fragile
10. Le couloir de la vie
11. Toutes les douleurs
12. Si je m'en sors (remix)

## Külső hivatkozások
- Julie Zenatti életrajza a Musique.hu Francia Zenei Portálon
- Julie Zenattihoz kapcsolódó hírek, cikkek a Musique.hu Francia Zenei Portálon

- Hivatalos oldal
- MySpace
- Fanclub
- Magyar fórum francia énekesekről[halott link]
- Francia fórum[halott link]